# Euthima
Euthima is een kevergeslacht uit de familie van de boktorren (Cerambycidae). De wetenschappelijke naam van het geslacht werd voor het eerst geldig gepubliceerd in 1945 door Dillon & Dillon.

## Soorten
Euthima omvat de volgende soorten:
- Euthima araujoi Martins, 1979
- Euthima rodens (Bates, 1865)
- Euthima variegata (Aurivillius, 1921)
- Euthima wendtae Martins, 1979